# Seleção Maldiva de Futebol
A Seleção Maldiva de Futebol (Diveí: ދިވެހިރާއްޖޭ ގައުމީ ފުޓްބޯލް ޓީމް) representa as Maldivas em competições internacionais de futebol e é controlada pela Associação de Futebol das Maldivas. É membro da Confederação Asiática de Futebol (AFC).
O maior sucesso das Maldivas foi a conquista do Campeonato SAFF de 2008, onde derrotaram a equipe mais bem-sucedida, a Índia, na final por 1-0. Eles conquistaram seu segundo título local no Campeonato SAFF de 2018, mais uma vez derrotando a Índia na final.

## História
Os registros históricos do país atestam que o futebol começou a ser praticado na década de 1940, quando o local ainda era um protetorado britânico. No entanto, o primeiro jogo oficial da seleção do país aconteceu somente em 1979. No primeiro jogo, contra Seychelles, a equipe foi derrotada por 0 - 9.
Apesar da estréia pouco animadora, o governo de Maldivas fundou uma federação de futebol, visando o desenvolvimento do esporte para as gerações seguintes. Por influência dos turistas, o futebol, que já era muito praticado nas praias do país, se fortaleceu ainda mais e acabou por tornar-se o esporte mais popular do arquipélago.
Maldivas disputou seu primeiro torneio oficial de grande expressão em 1996, nas eliminatórias para a Copa da Ásia. No ano seguinte, em jogos válidos pelas eliminatórias para a Copa de 1998, realizou uma das piores campanhas já registradas na história: em seis jogos, a seleção sofreu 59 gols e não fez nenhum. Os resultados mais dilatados foram duas derrotas para a Síria por 0 - 12 e uma por 0 - 17 contra o Irã, que é, até hoje, a maior já sofrida pela seleção em toda a história.
Mesmo assim, o governo continuou a incentivar o desenvolvimento do futebol e a associação local firmou uma parceria com a Fifa. Com a verba destinada, a associação pôde investir em melhorias na infra-estrutura das instalações esportivas do país.
Os investimentos foram recompensados: primeiramente conseguiu um surpreendente empate com a Coreia do Sul, nas eliminatórias para a Copa de 2006, conquistando também o terceiro lugar na AFC Challenge.
A Seleção de Maldivas é bicampeã da Suzuki Cup (2008 e 2018), um torneio realizado entre as seleções do Sul da Ásia e também a competição mais importante da região. O titulo mais recente foi em 2018 após vencer a Índia por 2 x 1.
Com a população local entusiasmada com o esporte e somando bons resultados em um período relativamente curto de existência, têm-se a esperança de que a seleção de Maldivas se desenvolva mais e alcance resultados ainda mais expressivos.

## Desempenho em Copas do Mundo
| Copa do Mundo FIFA | Copa do Mundo FIFA     | Copa do Mundo FIFA     | Copa do Mundo FIFA     | Copa do Mundo FIFA     | Copa do Mundo FIFA     | Copa do Mundo FIFA     | Copa do Mundo FIFA     | Copa do Mundo FIFA     |                        | Eliminatórias          | Eliminatórias          | Eliminatórias          | Eliminatórias          | Eliminatórias          | Eliminatórias |
| Ano                | Fase                   | Posição                | Pld                    | W                      | D*                     | L                      | F                      | A                      | Pld                    | W                      | D                      | L                      | F                      | A                      |               |
| ------------------ | ---------------------- | ---------------------- | ---------------------- | ---------------------- | ---------------------- | ---------------------- | ---------------------- | ---------------------- | ---------------------- | ---------------------- | ---------------------- | ---------------------- | ---------------------- | ---------------------- | ------------- |
| 1930 a 1962        | Parte do Reino Unido   | Parte do Reino Unido   | Parte do Reino Unido   | Parte do Reino Unido   | Parte do Reino Unido   | Parte do Reino Unido   | Parte do Reino Unido   | Parte do Reino Unido   | Parte do Reino Unido   | Parte do Reino Unido   | Parte do Reino Unido   | Parte do Reino Unido   | Parte do Reino Unido   | Parte do Reino Unido   |               |
| 1966 a 1986        | Não era membro da FIFA | Não era membro da FIFA | Não era membro da FIFA | Não era membro da FIFA | Não era membro da FIFA | Não era membro da FIFA | Não era membro da FIFA | Não era membro da FIFA | Não era membro da FIFA | Não era membro da FIFA | Não era membro da FIFA | Não era membro da FIFA | Não era membro da FIFA | Não era membro da FIFA |               |
| 1990               | Desistiu               | Desistiu               | Desistiu               | Desistiu               | Desistiu               | Desistiu               | Desistiu               | Desistiu               | Desistiu               | Desistiu               | Desistiu               | Desistiu               | Desistiu               | Desistiu               |               |
| 1994               | Não participou         | Não participou         | Não participou         | Não participou         | Não participou         | Não participou         | Não participou         | Não participou         | Não participou         | Não participou         | Não participou         | Não participou         | Não participou         | Não participou         |               |
| 1998               | Não se qualificou      | Não se qualificou      | Não se qualificou      | Não se qualificou      | Não se qualificou      | Não se qualificou      | Não se qualificou      | Não se qualificou      | 6                      | 0                      | 0                      | 6                      | 0                      | 59                     |               |
| 2002               | Não se qualificou      | Não se qualificou      | Não se qualificou      | Não se qualificou      | Não se qualificou      | Não se qualificou      | Não se qualificou      | Não se qualificou      | 6                      | 1                      | 1                      | 4                      | 8                      | 19                     |               |
| 2006               | Não se qualificou      | Não se qualificou      | Não se qualificou      | Não se qualificou      | Não se qualificou      | Não se qualificou      | Não se qualificou      | Não se qualificou      | 8                      | 3                      | 1                      | 4                      | 18                     | 14                     |               |
| 2010               | Não se qualificou      | Não se qualificou      | Não se qualificou      | Não se qualificou      | Não se qualificou      | Não se qualificou      | Não se qualificou      | Não se qualificou      | 2                      | 1                      | 0                      | 1                      | 2                      | 3                      |               |
| 2014               | Não se qualificou      | Não se qualificou      | Não se qualificou      | Não se qualificou      | Não se qualificou      | Não se qualificou      | Não se qualificou      | Não se qualificou      | 2                      | 0                      | 0                      | 2                      | 0                      | 5                      |               |
| 2018               | Não se qualificou      | Não se qualificou      | Não se qualificou      | Não se qualificou      | Não se qualificou      | Não se qualificou      | Não se qualificou      | Não se qualificou      | 8                      | 2                      | 0                      | 6                      | 8                      | 20                     |               |
| 2022               | Não se qualificou      | Não se qualificou      | Não se qualificou      | Não se qualificou      | Não se qualificou      | Não se qualificou      | Não se qualificou      | Não se qualificou      | 8                      | 2                      | 1                      | 5                      | 7                      | 20                     |               |
| 2026               | Não se qualificou      | Não se qualificou      | Não se qualificou      | Não se qualificou      | Não se qualificou      | Não se qualificou      | Não se qualificou      | Não se qualificou      | 2                      | 0                      | 1                      | 1                      | 2                      | 3                      |               |
| 2030               | A ser determinado      | A ser determinado      | A ser determinado      | A ser determinado      | A ser determinado      | A ser determinado      | A ser determinado      | A ser determinado      | A ser determinado      | A ser determinado      | A ser determinado      | A ser determinado      | A ser determinado      | A ser determinado      |               |
| 2034               | A ser determinado      | A ser determinado      | A ser determinado      | A ser determinado      | A ser determinado      | A ser determinado      | A ser determinado      | A ser determinado      | A ser determinado      | A ser determinado      | A ser determinado      | A ser determinado      | A ser determinado      | A ser determinado      |               |
| Total              | –                      | 0/10                   | –                      | –                      | –                      | –                      | –                      | –                      | 42                     | 9                      | 4                      | 29                     | 45                     | 143                    |               |

## Desempenho na Copa da Ásia
| Copa da Ásia | Copa da Ásia         | Copa da Ásia         | Copa da Ásia         | Copa da Ásia         | Copa da Ásia         | Copa da Ásia         | Copa da Ásia         | Copa da Ásia         |                      | Eliminatórias        | Eliminatórias        | Eliminatórias        | Eliminatórias        | Eliminatórias        | Eliminatórias |
| Ano          | Resultado            | Posição              | Pld                  | W                    | D*                   | L                    | GF                   | GA                   | Pld                  | W                    | D                    | L                    | GF                   | GA                   |               |
| ------------ | -------------------- | -------------------- | -------------------- | -------------------- | -------------------- | -------------------- | -------------------- | -------------------- | -------------------- | -------------------- | -------------------- | -------------------- | -------------------- | -------------------- | ------------- |
| 1956         | Parte do Reino Unido | Parte do Reino Unido | Parte do Reino Unido | Parte do Reino Unido | Parte do Reino Unido | Parte do Reino Unido | Parte do Reino Unido | Parte do Reino Unido | Parte do Reino Unido | Parte do Reino Unido | Parte do Reino Unido | Parte do Reino Unido | Parte do Reino Unido | Parte do Reino Unido |               |
| 1960         | Parte do Reino Unido | Parte do Reino Unido | Parte do Reino Unido | Parte do Reino Unido | Parte do Reino Unido | Parte do Reino Unido | Parte do Reino Unido | Parte do Reino Unido | Parte do Reino Unido | Parte do Reino Unido | Parte do Reino Unido | Parte do Reino Unido | Parte do Reino Unido | Parte do Reino Unido |               |
| 1964         | Parte do Reino Unido | Parte do Reino Unido | Parte do Reino Unido | Parte do Reino Unido | Parte do Reino Unido | Parte do Reino Unido | Parte do Reino Unido | Parte do Reino Unido | Parte do Reino Unido | Parte do Reino Unido | Parte do Reino Unido | Parte do Reino Unido | Parte do Reino Unido | Parte do Reino Unido |               |
| 1968         | Não participou       | Não participou       | Não participou       | Não participou       | Não participou       | Não participou       | Não participou       | Não participou       | Não participou       | Não participou       | Não participou       | Não participou       | Não participou       | Não participou       |               |
| 1972         | Não participou       | Não participou       | Não participou       | Não participou       | Não participou       | Não participou       | Não participou       | Não participou       | Não participou       | Não participou       | Não participou       | Não participou       | Não participou       | Não participou       |               |
| 1976         | Não participou       | Não participou       | Não participou       | Não participou       | Não participou       | Não participou       | Não participou       | Não participou       | Não participou       | Não participou       | Não participou       | Não participou       | Não participou       | Não participou       |               |
| 1980         | Não participou       | Não participou       | Não participou       | Não participou       | Não participou       | Não participou       | Não participou       | Não participou       | Não participou       | Não participou       | Não participou       | Não participou       | Não participou       | Não participou       |               |
| 1984         | Não participou       | Não participou       | Não participou       | Não participou       | Não participou       | Não participou       | Não participou       | Não participou       | Não participou       | Não participou       | Não participou       | Não participou       | Não participou       | Não participou       |               |
| 1988         | Não participou       | Não participou       | Não participou       | Não participou       | Não participou       | Não participou       | Não participou       | Não participou       | Não participou       | Não participou       | Não participou       | Não participou       | Não participou       | Não participou       |               |
| 1992         | Desistiu             | Desistiu             | Desistiu             | Desistiu             | Desistiu             | Desistiu             | Desistiu             | Desistiu             | Desistiu             | Desistiu             | Desistiu             | Desistiu             | Desistiu             | Desistiu             |               |
| 1996         | Não se qualificou    | Não se qualificou    | Não se qualificou    | Não se qualificou    | Não se qualificou    | Não se qualificou    | Não se qualificou    | Não se qualificou    | 6                    | 0                    | 0                    | 6                    | 4                    | 30                   |               |
| 2000         | Não se qualificou    | Não se qualificou    | Não se qualificou    | Não se qualificou    | Não se qualificou    | Não se qualificou    | Não se qualificou    | Não se qualificou    | 6                    | 0                    | 0                    | 6                    | 2                    | 24                   |               |
| 2004         | Não se qualificou    | Não se qualificou    | Não se qualificou    | Não se qualificou    | Não se qualificou    | Não se qualificou    | Não se qualificou    | Não se qualificou    | 2                    | 0                    | 1                    | 1                    | 1                    | 6                    |               |
| 2007         | Não participou       | Não participou       | Não participou       | Não participou       | Não participou       | Não participou       | Não participou       | Não participou       | Não participou       | Não participou       | Não participou       | Não participou       | Não participou       | Não participou       |               |
| 2011         | Não se qualificou    | Não se qualificou    | Não se qualificou    | Não se qualificou    | Não se qualificou    | Não se qualificou    | Não se qualificou    | Não se qualificou    | 2                    | 0                    | 0                    | 2                    | 1                    | 6                    |               |
| 2015         | Não se qualificou    | Não se qualificou    | Não se qualificou    | Não se qualificou    | Não se qualificou    | Não se qualificou    | Não se qualificou    | Não se qualificou    | AFC Challenge Cup    | AFC Challenge Cup    | AFC Challenge Cup    | AFC Challenge Cup    | AFC Challenge Cup    | AFC Challenge Cup    |               |
| 2019         | Não se qualificou    | Não se qualificou    | Não se qualificou    | Não se qualificou    | Não se qualificou    | Não se qualificou    | Não se qualificou    | Não se qualificou    | 18                   | 5                    | 1                    | 12                   | 24                   | 44                   |               |
| 2023         | Não se qualificou    | Não se qualificou    | Não se qualificou    | Não se qualificou    | Não se qualificou    | Não se qualificou    | Não se qualificou    | Não se qualificou    | 11                   | 3                    | 1                    | 7                    | 8                    | 27                   |               |
| 2027         | A ser determinado    | A ser determinado    | A ser determinado    | A ser determinado    | A ser determinado    | A ser determinado    | A ser determinado    | A ser determinado    | A ser determinado    | A ser determinado    | A ser determinado    | A ser determinado    | A ser determinado    | A ser determinado    |               |
| Total        | –                    | 0/19                 | –                    | –                    | –                    | –                    | –                    | –                    | 45                   | 8                    | 3                    | 34                   | 40                   | 137                  |               |

### Treinadores
Treinadores interinos estão grafados em itálico.
- P.D. Sirisena (1988)
- Miklós Temesvári (1991–93)
- Victor Stănculescu (1993–96)
- Rómulo Cortez (1996–97)
- Vyacheslav Solokho (1999-2001)
- Jozef Jankech (2001–03)
- Professor Neca (2004)
- Yordan Stoykov (2005–07)
- Jozef Jankech (2008)
- István Urbányi (2009–10)
- Andrés Cruciani (2010–11)
- István Urbányi (2011–13)
- Ali Nashid (2013–14)
- Drago Mamić (2014)
- Velizar Popov (2015)
- Ismail Mahfooz (2015)
- Ricki Herbert (2015–16)
- Ismail Mahfooz (2016)
- Darren Stewart (2016–18)
- Petar Segrt (2018–19)
- Martin Koopman (2020–21)
- Ali Suzain (2021)
- Francesco Moriero (2021–)